# Поляна (Днестровский район)
Поляна (укр. Поляна) — село в Клишковецкой сельской общине Днестровского района Черновицкой области Украины.
До 2020 года входило в Хотинский район
Население по переписи 2001 года составляло 1221 человек. Почтовый индекс — 60016. Телефонный код — 3731. Код КОАТУУ — 7325086601.